# Grevillea cirsiifolia
Grevillea cirsiifolia là một loài thực vật có hoa trong họ Quắn hoa. Loài này được Meisn. miêu tả khoa học đầu tiên năm 1848.